# Bartolomeo Biscaino

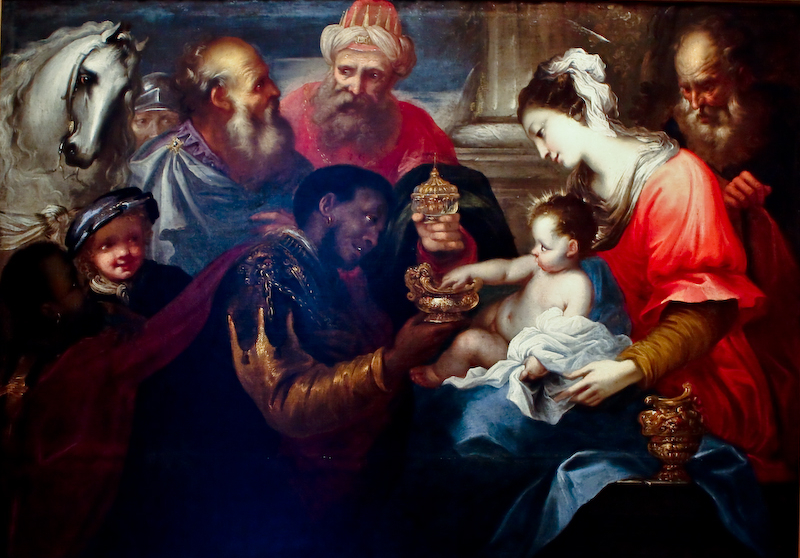
Adorazione dei Magi, Musée des Beaux-Arts de Strasbourg

Bartolomeo Biscaino (Genova, 14 aprile 1629 – Genova, 1657) è stato un pittore italiano.

## Vita
Nativo di Genova, secondo alcune fonti nella zona della chiesa di Santa Maria Maddalena, così come attesta la datazione nell'archivio parrocchiale, iniziò la primaria formazione nell'arte pittorica grazie agli insegnamenti del padre Giovanni Andrea Biscaino, quest'ultimo paesaggista e pittore storico. Alla formazione paterna si affiancò quella più professionale della bottega di Valerio Castello negli anni quaranta del XVII secolo forse grazie al diretto contatto con Domenico Fiasella.
Una ricerca di Raffaele Soprani - quest'ultimo personaggio seicentesco della nobiltà genovese e conoscitore di molti artisti liguri - afferma nei suoi scritti che Bartolomeo Biscaino era solito esercitarsi con fedeli riproduzioni dei pittori Guido Reni e Giulio Romano nelle rispettive chiese del Gesù e di Santo Stefano a Genova. Inoltre è possibile che Bartolomeo abbia avuto direttamente da Valerio Castello, di ritorno in quegli anni da un viaggio di formazione a Milano e Parma, "influenze pittoriche" con esempi dei pittori Camillo Procaccini, Correggio e del Parmigianino.
Da Castello però Bartolomeo si distaccò in una sua personale interpretazione della pittura, dedicandosi infatti all'incisione anziché all'affresco come fece il Castello - seguendo forse la scia del noto pittore Grechetto - e con altre evidenti differenze grafiche e di stile che porteranno i critici dell'arte a separare nettamente le opere pittoriche del maestro e del suo allievo.
Bartolomeo Biscaino morirà nel capoluogo ligure nel 1657, a soli 28 anni, nella tremenda epidemia di peste che colpì la città e l'intera regione.

## Opere

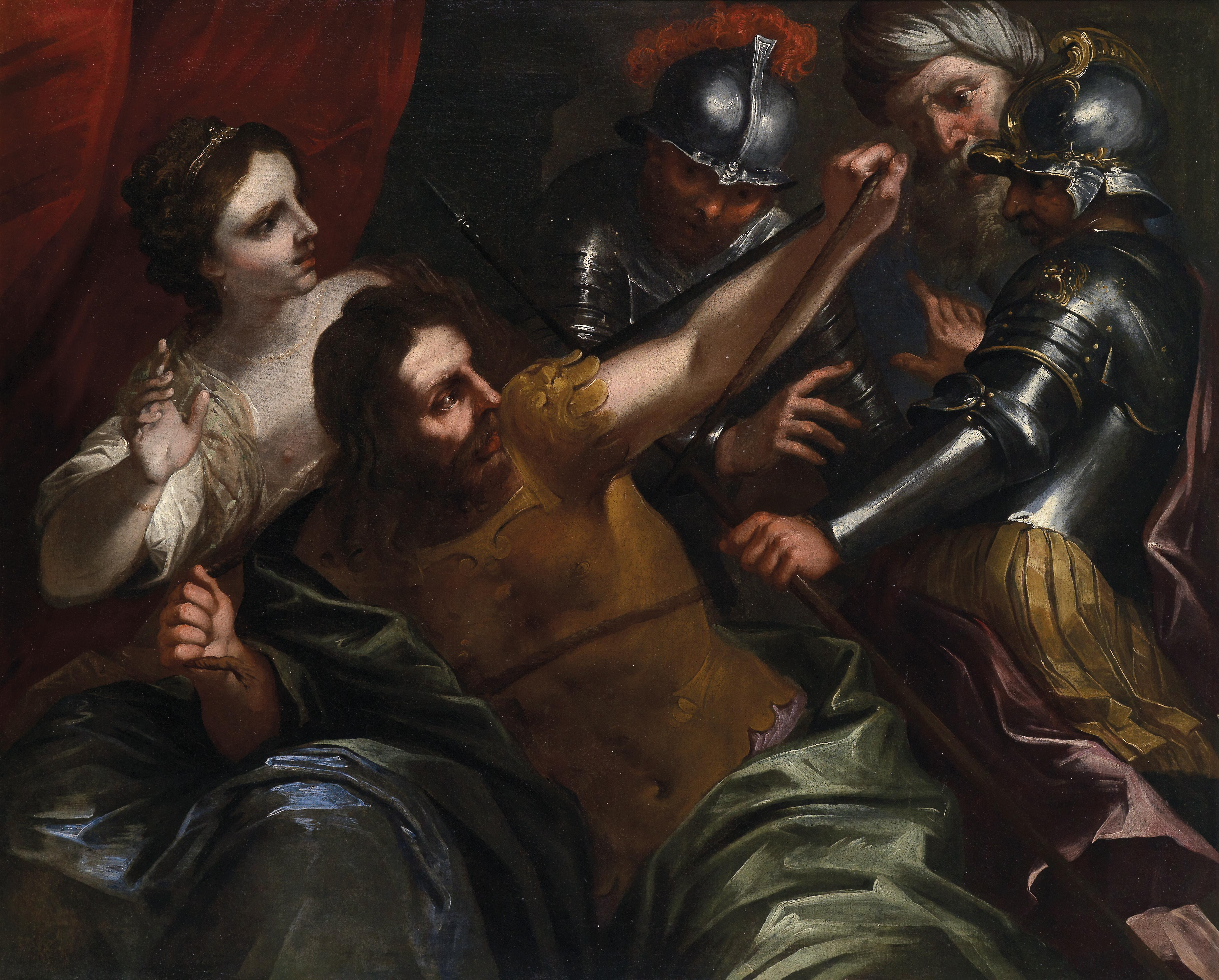
Bartolomeo Biscaino, Sansone e Dalila, olio su tela, 1657

- Madonna Addolorata con i Santi Bernardo, Maurizio, Francesco, Antonio abate e Lucia - Bogliasco, chiesa di San Bernardo
- Ritrovamento di Mosè - Genova, collezione privata
- S. Ferrando in atto di implorare la Vergine perché soccorra alcuni storpi - Genova, palazzo Bianco, dalla ex chiesa di Santo Spirito
- L'elemosina di s. Luigi re di Francia e La morte di Cleopatra, Genova, palazzo Bianco
- L'Adorazione dei Magi, Galleria nazionale di palazzo Spinola
- Sacra Famiglia - Genova, museo dell'Accademia Ligustica di Belle Arti
- Trionfo di Davide e Decollazione di San Giovanni Battista - Novi Ligure, collezione privata
- Angelo custode - Genova, collezione privata[2]
- Cristoe l'adultera,La presentazione al Tempio e L'Adorazione dei Magi, Gemäldegalerie Alte Meister di Dresda
- Lo sposalizio di s. Caterina - Roma, Pinacoteca Capitolina
- Adorazione dei Magi, circa 1650, olio su tela 124 × 173 cm, Strasburgo, Musée des Beaux-Arts